# 덕화만수로
덕화만수로(Deokhwamansu-ro)는 전라남도 영암군 도포면에서 시종면까지 이르는 영암군도로, 총 연장은 3.622 km이다. 도로의 명칭이 유래된 것은 덕화에서 만수까지 이어주는 도로라 하여 이를 합성한 것에서 반영되었다.

## 역사
- 2010년 7월 29일 : 도로명으로 덕화만수로를 고시

## 주요 경유지
- 영암군
  - 시종면 - 도포면

## 접촉하는 도로
- 마한로
- 태간로
- 마한문화로

## 주요 건물 및 시설
- 두레농원 (덕화만수로 76/덕화리 산12-1)
- 제각 (덕화만수로 194-1/구학리 1672-11)